# Bros (film)
Pour le groupe britannique, voir Bros.
Pour plus de détails, voir Fiche technique et Distribution.
Bros ou Chums au Québec est un film américain réalisé par Nicholas Stoller, sorti en 2022.
Il est présenté en avant-première au Festival international du film de Toronto 2022.

## Fiche technique
Sauf indication contraire, les informations mentionnées dans cette section peuvent être confirmées par la base de données cinématographiques IMDb,  présente dans la section « Liens externes ».
- Titre original et français : Bros
- Titre québécois : Chums[1]
- Réalisation : Nicholas Stoller
- Scénario : Billy Eichner et Nicholas Stoller
- Musique : Marc Shaiman
- Direction artistique : Christine Foley
- Décors : Lisa Myers
- Costumes : Tom Broecker
- Photographie : Brandon Trost
- Montage : Daniel Gabbe
- Production : Judd Apatow, Josh Church et Nicholas Stoller
- Sociétés de production : Apatow Productions et Global Solutions
- Sociétés de distribution : Universal Pictures
- Pays de production :  États-Unis
- Langue originale : anglais
- Format : couleur
- Genre : comédie romantique
- Durée : 115 minutes
- Dates de sortie :
  - Canada : 8 septembre 2022 (Festival international du film de Toronto)
  - États-Unis, Québec[1] : 30 septembre 2022
  - France : 19 octobre 2022

## Distribution
- Billy Eichner (VF : Tanguy Goasdoué) : Bobby Lieber
- Luke Macfarlane (VF : Stéphane Pouplard) : Aaron
- Guy Branum (en) (VF : Pascal Zelcer) : Henry
- Miss Lawrence (en) (VF : Mike Fédée) : Wanda
- Ts Madison (VF : Kova Rea) : Angela
- Dot-Marie Jones (VF : Juliette Plumecocq-Mech) : Cherry
- Jim Rash (VF : Jean-Marco Montalto) : Robert
- Eve Lindley (VF : Naelle Dariya) : Tamara
- Monica Raymund (VF : Anne Dolan) : Tina
- Guillermo Díaz (VF : Benjamin Penamaria) : Edgar
- Jai Rodriguez (en) (VF : Jean Rieffel) : Jason Shepard
- Amanda Bearse (VF : Martine Irzenski) : Anne Shepard
- Debra Messing (VF : Emmanuèle Bondeville) : elle-même
- Peter Kim (VF : Jean-Paul Dias) : Peter
- Justin Covington (VF : Alex Fondja) : Paul
- Symone (VF : Fabien Gravillon) : Marty
- Ryan Faucett (VF : Valentin de Carbonnières) : Josh Evans
- Becca Blackwell (en) (VF : Océan) : Lucas
- Harvey Fierstein (VF : Denis D'Arcangelo) : Lewis
- Bowen Yang (VF : Paolo Domingo) : Lawrence Grape
- D'Lo Srijaerajah : Tom
- Brock Ciarlelli : Steve
- Kenan Thompson : James Baldwin
- Amy Schumer : Eleanor Roosevelt
- Julia Scotti (en) : la femme hétéro âgée
- Kristin Chenoweth (VF : Patricia Legrand) : elle-même
- Ben Stiller (VF : Maurice Decoster) : lui-même (non crédité)
- Seth Meyers : Harvey Milk (non crédité)

 Source et légende : version française (VF) sur RS Doublage et carton du doublage français.

## Production

### Développement
Le 5 février 2019, on annonce que Billy Eichner est scénariste, producteur délégué et acteur dans une comédie romantique, co-écrite et réalisée par Nicholas Stoller. Ce dernier le co-produit avec le producteur Judd Apatow.
Ce film est la première comédie romantique gay venant d'une société importante, mettant en vedette les acteurs LGBTQA principaux,, y compris Debra Messing et Kristin Chenoweth, surnommés les allies de la communité par le réalisateur.

### Attribution des rôles
La plupart des acteurs choisis sont révélés le 23 septembre et le 30 septembre 2021. On annonce également que Bowen Yang et Harvey Fierstein sont engagés le 4 novembre, ainsi que Benito Skinner se joint à cette équipe le lendemain.

### Tournage
Le tournage commence le 7 juin 2021 à Buffalo (New York) et Provincetown (Massachusetts). Il a lieu dans le quartier de Manhattan et au centre-ville de Cranford (New Jersey).
La réalisation du film a coûté environ 22 millions de dollars.

### Distribution et marketing
Universal Pictures a réservé 3 350 écrans pour le film et a dépensé environ 30 à 40 millions de dollars pour le promouvoir.

## Accueil

### Sorties et festival
Le 5 mars 2021, on révèle que le film a pour date de sortie, le 12 août 2022. En juillet 2022, on apprend que Bros est sélectionné et présenté en avant-première, le 8 septembre 2022, au Festival international du film de Toronto, et sort le 8 septembre dans la même année.

### Critiques
Le film est, selon Le Parisien, encensé par la critique. Malgré une grosse campagne de promotion d’Universal Pictures, il fait un « flop » engrangeant moins de 5 millions de recettes, soit environ 40 % de moins que prévu, lors de son premier week-end de projection aux États-Unis et au Canada et ne se classant que quatrième au box-office nord-américain. Pour Brooks Barnes, du journal américain The New York Times, analysant les mauvais résultats du film : « lorsque les critiques sont aussi sensationnelles, que le support marketing est aussi substantiel […] et que les ventes de billets sont néanmoins aussi faibles — cela suggère un rejet pur et simple du marché ». Selon certains analystes, en s'attaquant au public le plus large possible, Bros serait peut-être tombé dans un espace médian - « trop hétéro pour le public gay et trop gay pour les hétéros ».